# Térhajtómű

A térhajtómű által generált térhajlás sematikus ábrája

A térhajtómű, vagy görbületi hajtómű (angolul: warp drive), a Star Trek-filmsorozat(ok) csillaghajóinak hajtóműrendszere. Alapvetően a föderációs csillaghajók hajtóművét értjük ezalatt, de több más faj űrhajói is ilyen vagy hasonló elv szerint működnek.

## Leírása
A rendszer energiaforrása a kezdetekben nukleáris, majd később, már a Star Trek: Enterprise idején anyag-antianyag-reaktor. Az ehhez szükséges alapanyagok (anyag, azaz deutérium; antianyag, azaz antideutérium) a dilithium-kristályokon keresztül energiává alakul (annihiláció helyett). Az energiát görbületi tekercseken (toroidok, legtöbbször a térhajtómű-gondolákban vannak) vezetik keresztül, mire a csillaghajó körül egy görbületi buborék keletkezik, mely kitaszítja a hajót a háromdimenziós térből és átlöki a szubtérbe. Ebben a térben lehetségessé válik a fénysebesség túllépése, a Star Trek csillaghajói ennek segítségével haladnak csillagközi útjaikon. A berendezésnek sok esetben a térhajtómű-gondola ad helyet, de más hajóknál lehet a hajótesten belül is.

## A térhajtómű-gondola
A térhajtómű külsőleg a csillaghajók jellegzetes alkatrészeként, hosszúkás térhajtómű-gondolaként jelenik meg, természetesen mindig vízszintesen elhelyezve. Ez a hajók leggyakrabban páros, jelentős méretű, épp ezért hangsúlyos, szinte emblematikus alkatrésze. Ideálisan stabil szubtérmezőt páros hajtómű-gondolák tudnak generálni, ezért van a legtöbb hajónak két gondolája van, bár egy, három és négy gondolás hajók is készültek. A gondolákat legtöbbször pilonokra szerelik, elkülönítve a hajótörzstől, mert a bennük végbemenő anyag-antianyag reakciók károsíthatják az élő szervezeteket. A legelső gondolák még rakétákra hasonlítottak, ekkor még kis szárnyak, vezérsíkok is voltak rajtuk, amik idővel elmaradtak. Később szögletesebb hasábokká, aztán pedig gömbölyítettebb elemekké és szivar alakúvá is váltak. A gondolák újabb időkben élénk kék fényt is kibocsátanak oldalt vagy felül is. Bár kezdetben egyáltalán nem világítottak, a térhajtómű fejlődése magával hozta a gondolák ilyenfajta "kivilágítását" is. A gondolák elején leggyakrabban a piros fényű Bussard kollektorok találhatók, amik főként hidrogént hivatottak begyűjteni az űrből. (Részben talán emiatt sem lehetnek előnézetben a gondolák a hajótest takarásában. A kollektorok egy ideig a gondolák kevéssé hangsúlyos, színtelen elemeivé is váltak, de arra is volt példa, hogy kék fényük volt, vagy hogy egyáltalán nem voltak láthatók.)

## Cochrane-féle skála
A Zefram Cochrane által felállított szubtéri sebességskálát a Star Trek Enterprise-ban és Az eredeti sorozatban használták. A fénysebesség jele c, ami egyenlő a Warp 1-es sebességgel. A sebességek meghatározására a következő egyenletet használják: {\displaystyle s(w)=w^{3}c}. Ebből következik a felállított táblázat:
| Warp sebességfaktor | Fénysebesség többszöröse | Sebesség (megközelítően) |
| ------------------- | ------------------------ | ------------------------ |
| Warp 1              | 1 c                      | 3,0x105 km/s             |
| Warp 1,5            | 3,375 c                  | 1,0x106 km/s             |
| Warp 2              | 8 c                      | 2,4x106 km/s             |
| Warp 3              | 27 c                     | 8,0x106 km/s             |
| Warp 4              | 64 c                     | 1,9x107 km/s             |
| Warp 5              | 125 c                    | 3,7x107 km/s             |
| Warp 6              | 216 c                    | 6,5x107 km/s             |
| Warp 7              | 343 c                    | 1,0x108 km/s             |
| Warp 8              | 512 c                    | 1,5x108 km/s             |
| Warp 9              | 729 c                    | 2,2x108 km/s             |
| Warp 9,25           | ~791 c                   | 2,4x108 km/s             |
| Warp 9,5            | ~857 c                   | 2,6x108 km/s             |
| Warp 9,75           | ~926 c                   | 2,8x108 km/s             |
| Warp 10             | 1000 c                   | 3,0x108 km/s             |
| Warp 11             | 1331 c                   | 4,0x108 km/s             |
| Warp 14,6           | ~3112 c                  | 9,3x108 km/s             |
| Warp 15             | 3375 c                   | 1,0x109 km/s             |

## TNG-skála
Az Új Nemzedék (rövidítve: TNG) korában játszódó sorozatokban a szubtéri sebességtáblázatot megváltoztatták. A régi skála ugyanis nem vette figyelembe a csillaghajóra (és ezáltal a térhajtóműre) ható külső hatásokat, így különböző külső csillagközi anomáliákba kerülve más és más energiafelhasználási érték jelentkezett egy átlagos szubtéri fokozaton. A skálát kilences fokozatig a következő képlettel számítják ki: {\displaystyle s(w)=w^{10 \over 3}c}, melyben a w a szubtéri faktor, az s a sebesség, a c pedig a fénysebesség. Kilences fokozat felett a sebességfaktor kitevője exponenciálisan nő, és így a 10-es fokozat nem elérhető. Az új skála a következő értékeket adja:
| Warp sebességfaktor | Fénysebesség többszöröse | Sebesség      |
| ------------------- | ------------------------ | ------------- |
| Warp 1              | 1 c                      | 3,0x105 km/s  |
| Warp 2              | 10,079 c                 | 3,0x106 km/s  |
| Warp 3              | 38,941 c                 | 1,2x107 km/s  |
| Warp 4              | 101,59 c                 | 3,0x107 km/s  |
| Warp 5              | 213,75 c                 | 6,4x107 km/s  |
| Warp 6              | 392,50 c                 | 1,2x108 km/s  |
| Warp 7              | 656,13 c                 | 2,0x108 km/s  |
| Warp 8              | 1 024 c                  | 3,1x108 km/s  |
| Warp 9              | 1 516,4 c                | 4,5x108 km/s  |
| Warp 9,2            | 1 649 c                  | 4,9x108 km/s  |
| Warp 9,6            | 1 909 c                  | 5,7x108 km/s  |
| Warp 9,9            | 3 053 c                  | 9,2x108 km/s  |
| Warp 9,9753         | 6 000 c                  | 1,8x109 km/s  |
| Warp 9,99           | 7 912 c                  | 2,3x109 km/s  |
| Warp 9,9999         | 199 516 c                | 6,0x1010 km/s |

Ezt a skálát használva nem lehet elérni a Warp 10 állapotot, mivel a 10-es fokozathoz közeledve egyre nagyobb energia szükségeltetik a sebesség fenntartására, a 10-es fokozat eléréséhez pedig végtelen energiával kellene rendelkezni. A Star Trek: Voyager egyik részében Tom Paris hadnagy a Voyager csillaghajó Cochrane névre keresztelt 9-es osztályú űrkompjával elérte a 10-es görbületi sebességet, aminek eredményeképpen felgyorsult evolúciós fejlődésen ment át, amit a rész végére a Doktor vissza tudott fordítani.

## Külső hivatkozások
- Berechnung der Warp-Geschwindigkeit
- Breakthrough Propulsion Physics NASA (angolul)
- American Institute of Aeronautics and Astronautics Presentation on Advanced Propulsion Concepts, May 2008,  (pdf,4MB, abgerufen 15. April 2009)
- Radiosendung The Space Show vom 24 Juni 2008 über advanced space propulsion concepts for interstellar travel
- Warum der Warp-Antrieb nicht funktioniert bei Spiegel-Online (németül)
- A térhajtóműről a Memory Alphán